# Cubitomoris aechmobola
Cubitomoris aechmobola är en fjärilsart som beskrevs av Edward Meyrick 1935. Cubitomoris aechmobola ingår i släktet Cubitomoris och familjen Lecithoceridae. Inga underarter finns listade i Catalogue of Life.